# Air-Conditioning Show
Air-Conditioning Show (o Air Show) è un'installazione di arte contemporanea di Art & Language, un collettivo di artisti concettuali anglosassoni. L'installazione contiene un climatizzatore acceso, installato in uno spazio museale con dimensioni e temperature variabili, producendo un certo volume di aria condizionata.

## Storia
Questo collettivo, creato nel 1968, ha prodotto per un periodo di dieci anni numerosi testi su vari supporti, testi che sono generalmente critici o auto-riflessivi. Questo collettivo è all'origine della pubblicazione della rivista Art-Language. Questa installazione dal titolo Air-Conditioning Show (o Air Show) viene presentata per la prima volta nel 1966-1967 sotto forma di un progetto i cui testi e schizzi sono distribuiti dagli artisti, quindi una serie di mostre, accompagnata da questi stessi documenti. Questa installazione comprende anche testi di studio (Study for the Air-Conditioning Show), dettagli tecnici sull'attrezzatura utilizzata (Three Vocabularies for the Air Show) e osservazioni generali (Remarks on Air-Conditioning et Frameworks-Air Conditioning).

## Analisi
Lo scopo dell'installazione è meno di designare un nuovo oggetto, più o meno insolito, come un'opera d'arte, piuttosto che mettere in discussione le nostre certezze sulla natura dell'arte e la sua relazione con il contesto, sia discorsivo che istituzionale. Evidenziando il contesto e l'ambiente dell'istituzione, il raggruppamento di oggetti disparati in un luogo preciso, Air-Conditioning Show (o Air Show) non espone nulla tranne lo spazio stesso e, in questo caso, il sistema di regolazione termica del museo.